# Schaden
Der Schaden (veraltet auch Schade, von mittelhochdeutsch schade) ist jeder materielle oder immaterielle Nachteil, den eine Person oder Sache durch ein Ereignis erleidet. Die Begriffe Schädigung und Beschädigung stehen dabei sowohl für das Zufügen beziehungsweise Erleiden eines Schadens wie auch synonym für den Schaden selbst.

## Begriffsinhalt
Schaden ist immer eine unfreiwillige Einbuße, die jemand an seinen geschützten Rechtsgütern erleidet. Der Begriff ist damit generell sowohl ein wirtschaftlicher als auch ein juristischer. Er kann sowohl für die teilweise Zerstörung beziehungsweise den Defekt von Sachen (Sachschaden) wie auch für die körperliche oder gesundheitliche Beeinträchtigung von Personen (Personenschaden) stehen. Schaden umfasst damit sowohl den Vermögensschaden, also den in Geld oder geldwerten Gütern (Verpflichtungen) ausdrückbaren Nachteil, als auch den ideellen oder nichtmateriellen Nichtvermögensschaden. Nach der Differenzhypothese ist der Vermögensschaden der Unterschied zwischen der Vermögenslage des Geschädigten, wie sie sich infolge des schadenstiftenden Ereignisses ergeben hat, und seiner Vermögenslage, wie sie ohne dieses Ergebnis bestehen würde, wenn dabei ein Ersatzanspruch selbst unberücksichtigt bleibt. Der entstandene Schaden kann nicht nur in Verlusten oder sonstigen Vermögensminderungen bestehen, sondern auch in einem entgangenen Gewinn. Hierbei wird dem Geschädigten eine Vermögensmehrung zugestanden, die er noch nicht realisiert hatte.

## Arten

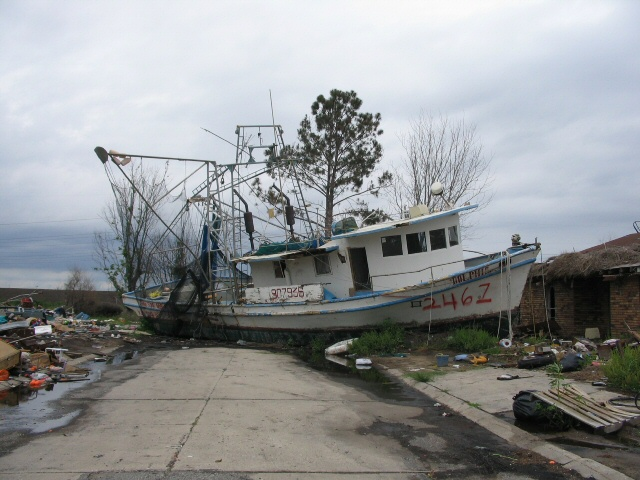
Schäden durch Hurrikan Katrina

Schäden können in verschiedenen Formen und aus verschiedenen Gründen auftreten. Der Schaden kann ein Vermögens- oder Nichtvermögensschaden sein. Materielle Schäden können nach Art der Schädigung etwa in Bau-, Elektronik-, Fahrzeug- oder Motorschaden sowie Wald- und Flurschaden, sowie nach der Schadensursache z. B. in Blitz-, Brand-, Hochwasser-, Sturm-, Hagel-, Unfall- oder Feuchtigkeitsschaden unterteilt werden. Der Umfang der Schädigung beziehungsweise des notwendigen Ersatzes wird mit Teilschaden und Totalschaden erfasst.
- An Vermögen kann ein in Geld messbarer materieller Schaden entstehen. Nach § 253 Abs. 1 BGB gibt es einen Geldersatz in der Regel nur für diesen Vermögensschaden. Zum ersatzfähigen Vermögensschaden gehört dem BGH zufolge auch die nutzlos aufgewendete Urlaubszeit,[4] die entgangene Gebrauchsmöglichkeit eines Kraftfahrzeuges[5] oder der zeitweise Fortfall der Nutzungsmöglichkeit durch Störung des Internets.[6]
- Ein immaterieller Nichtvermögensschaden soll nur in besonderen Situationen ersetzt werden und kann etwa Körperverletzung, Gesundheitsschädigung, Ehrverletzung oder Freiheitsentziehung sein.[7] Entstehen aus einem Nichtvermögensschaden Aufwendungen (etwa Krankenhausaufenthalt), so gehören diese wiederum zum Vermögensschaden. Einen Geldersatz für den Nichtvermögensschaden gibt es nur in den vom Gesetz ausdrücklich erwähnten Fällen wie § 253 Abs. 2 BGB (Schmerzensgeld u. a.), § 651f BGB (Entschädigung für entgangene Urlaubsfreude) und Art. 1 und Art. 2 GG (Verletzung des Persönlichkeitsrechts). Bereits die im Gesetz erwähnte Formulierung „billige Entschädigung“ signalisiert, dass offenbar kein vollständiger Ausgleich für immaterielle Einbußen gewährt werden soll.[7]

Nach dem Kausalzusammenhang zwischen dem Ereignis und dem hierdurch entstandenen Schaden unterscheidet man
- unmittelbare Schäden: sind die eingetretenen Schäden selbst,
- mittelbare Schäden sind die Folgeschäden aus unmittelbaren Schäden.

## Umfang
Das Schadensrecht im engeren Sinne, also in Abgrenzung zum Schadensersatzrecht, ist in Deutschland in den §§ 249 bis § 254 BGB geregelt, ohne dass eine Legaldefinition des Schadensbegriffs angeboten wird. Hier werden Art, Inhalt und Umfang einer Schadensersatzleistung bestimmt. Sie bilden jedoch keine eigenständige Anspruchsgrundlage und sind deshalb nur anwendbar, wenn ein Schadensersatzanspruch aufgrund anderer Vorschriften entstanden ist. Der Schaden, von dem in den §§ 249 ff. BGB ausgegangen wird, besteht in dem Unterschied zwischen der Vermögenslage des Geschädigten, wie sie sich infolge des schadenstiftenden Ereignisses ergeben hat, und seiner Vermögenslage, wie sie ohne dieses Ergebnis bestehen würde, wenn dabei der Ersatzanspruch selbst unberücksichtigt bleibt. Der Begriff des Schadens ist also kein reiner Rechtsbegriff, sondern ein auf die Rechtsordnung bezogener wirtschaftlicher Begriff. Wer Schadensersatz zu leisten hat, hat die Pflicht, die gleiche wirtschaftliche Lage wiederherzustellen, wie sie ohne den Eintritt des zum Schadensersatz verpflichtenden Umstandes bestanden hätte. Er hat also den Geschädigten wirtschaftlich so zu stellen, wie er ohne den Schaden gestanden hätte. Damit besteht also das Prinzip der Totalreparation, unabhängig vom Verschuldensgrad den gesamten Schaden zu ersetzen.

## Bewertung
Der Schaden bemisst sich grundsätzlich nach der tatsächlich eingetretenen Vermögensminderung und der tatsächlich ausgebliebenen Vermögensmehrung. Er ist also in der Regel konkret zu berechnen. Teilweise ist aber auch eine abstrakte Berechnung möglich, die nicht auf die tatsächlich eingetretene Minderung abstellt, sondern auf den „gewöhnlichen Lauf der Dinge“ und den typischen Durchschnittsverlust. Dies ist z. B. der Fall beim Ersatz des entgangenen Gewinns nach § 252 Satz 2 BGB. Hier kann der Geschädigte entweder die tatsächlich ausgebliebene Vermögensmehrung geltend machen (konkrete Schadensberechnung), oder aber die ausgebliebene Vermögensmehrung, die nach dem gewöhnlichen Lauf der Dinge eingetreten wäre (abstrakte Schadensberechnung). Eine abstrakte Schadensberechnung findet sich auch in § 376 Abs. 2 HGB.
Eine Schadensberechnung ist aufgrund der Differenzhypothese nur sehr schwer möglich, da sie oft an einer exakten Bestimmung des Vermögens nach dem Schadensereignis und einer hypothetischen Vermögenssituation ohne Schadenseintritt scheitert. Damit ein vorübergehender Nutzungsausfall ersatzfähig wird, hat der BGH Anforderungen an die Vermögensgegenstände gestellt:
- der Vermögensgegenstand muss kommerzialisiert sein,[10]
- die Nutzungseinbuße muss für den Geschädigten „fühlbar“ sein,[11]
- es muss sich um einen objektbezogenen Eingriff handeln[12] und
- die Nutzungseinbuße an Luxusgütern (Schwimmbad, Pelzmantel, Motorsportboot) stellt keinen ersatzfähigen Vermögensnachteil dar.[13]

Die Bewertung von Schäden ist oft problematisch, weil kein einheitlicher Bewertungsmaßstab existiert oder möglich ist. Begriffe wie hoher Schaden, geringer Schaden oder auch positiver Schaden lassen ebenfalls keine vergleichbare Aussage zur Wertigkeit eines Schadens zu. Daher gilt im Schadenersatzrecht der so genannte normative Schadensbegriff. Mit zu berücksichtigen sind Streuschäden, die nicht direkt auf einen Schadensfall anzurechnen sind, sondern deren Folgekosten darstellen, wie zum Beispiel Schienenersatzverkehr oder Taxirechnungen von Fahrgästen nach Sperrung einer Eisenbahnstrecke.
Allgemein lässt sich der Wert eines Schadens jedoch als Gegenwartswert, das heißt als Summe aktueller und zukünftiger und auf die Gegenwart bezogener Teilschäden beschreiben. Praktisch bietet sich die Möglichkeit, die durch den Schaden beziehungsweise die durch das schädigende Ereignis verursachte Veränderung, das heißt den Wegfall positiver und die Zunahme negativer zukünftiger Zahlungsströme als Zahlungsreihe zu modellieren und deren Barwerte zu summieren. Dafür bietet sich das Netto-Barwert- bzw. Discounted-Cash-Flow-Modell, eventuell ergänzt um eine Kaufkraftbereinigung, an.

## Tragung
Grundsätzlich muss jedermann seinen Schaden selbst tragen, insbesondere den durch Zufall eingetretenen („casum sentit dominus“). Nach diesem Grundsatz trägt der Eigentümer einen durch zufälligen Untergang entstandenen Schaden selbst (§ 446 BGB). Einen Schaden ersetzt erhält er entweder durch eine Versicherung oder durch Schadensersatzansprüche gegen die Schädiger oder Dritte. Die Pflicht, dem Geschädigten Schadensersatz zu leisten, erfordert einen besonderen Rechtsgrund kraft Gesetzes oder aus einem Vertragsverhältnis.
- Gesetzliche Schadensersatzansprüche bestehen im Vertragsrecht (insbesondere §§ 122, § 179, § 280, § 325, § 326, § 463, § 538, § 635, § 651f BGB), im Deliktsrecht (§§ 823 ff. BGB), im Sachenrecht (§ 989 BGB), im Familienrecht (§§ 1787, § 1833 BGB) und im Erbrecht (§§ 2025, § 2138 Abs. 2, § 2219 BGB).
- Vertragliche Schadensersatzansprüche können einen oder alle Vertragspartner verpflichten, bei Eintritt eines bestimmten Ereignisses Schadensersatz zu leisten. Hierzu muss ein vertragliches Schuldverhältnis zwischen dem Geschädigten und dem Schädiger vorliegen.

Verlangt wird in beiden Fällen, dass ein eingetretener Schaden auf einer Rechtsverletzung beruhen muss (Kausalität).
Unter bestimmten Voraussetzungen wird der verursachte Schaden dem Schädiger zugerechnet, so dass er Schadensersatz leisten muss. In diesem Zusammenhang sind die Schadensminderungspflicht des Geschädigten sowie die Drittschadensliquidation beim Auseinanderfallen von Anspruchsinhaber und Geschädigtem von Bedeutung. In der Schifffahrt wird ein gegebenenfalls eingetretener Schadensfall mit Hilfe der Verklarung untersucht. Das Rechtsgebiet, das sich mit der Überwälzbarkeit des Schadens beschäftigt, ist das Schadenersatzrecht.

## Ersatz
Das Schadensrecht kennt drei Arten der Schadensersatzleistung, und zwar die Naturalrestitution (§ 249 Abs. 1 und 2 BGB), den Wertersatz (§ 251 BGB) und den Ersatz eines entgangenen Gewinns (§ 252 BGB).
- Bei der Naturalrestitution ist der Zustand wiederherzustellen, der ohne das schädigende Ereignis bestünde. Sie betrifft Vermögens- und Nichtvermögensschäden.
- Ist die Naturalrestitution nicht möglich, unzumutbar oder ungenügend, kommt es – nur bei Vermögensschäden – zum Wertersatz.
- Nach der Legaldefinition gilt als entgangen „der Gewinn, welcher nach dem gewöhnlichen Lauf der Dinge oder nach den besonderen Umständen, insbesondere nach den getroffenen Anstalten und Vorkehrungen, mit Wahrscheinlichkeit erwartet werden konnte“ (§ 252 S. 2 BGB). Schadensersatzleistung wäre also dessen Ausgleich.

## Versicherung
Der Schadensbegriff ist von zentraler Bedeutung für jede Art von Schadensversicherung, bei der der Versicherungsfall vorliegt, wenn das versicherte Ereignis eingetreten und dem Versicherten ein Schaden entstanden ist. Im Haftpflichtschadensfall ist der Unfallverursacher verpflichtet, dem Unfallopfer gemäß § 249 BGB den Schaden zu ersetzen, den er unfallbedingt erlitten hat. Der Unfallgeschädigte ist so zu stellen, wie er stehen würde, wenn der Unfall nicht eingetreten wäre. Im Haftpflichtschadenfall tritt kraft Gesetzes an die Stelle des Schädigers die Haftpflichtversicherung des Unfallbeteiligten (§ 3 Pflichtversicherungsgesetz). Zwischen dem eingetretenen Schaden und der Versicherungsleistung muss keine Identität bestehen, eine Versicherungsleistung kann auch niedriger ausfallen als der eingetretene Schaden. Von einem Totalschaden spricht man z. B., wenn die Wiederherstellung des beschädigten Fahrzeuges entweder nicht möglich (technischer Totalschaden) oder unwirtschaftlich ist (wirtschaftlicher Totalschaden).

## Historie
Das sorgfältige Feststellen und das pflichtgemäße Berichterstatten der Schadenshöhe und -ursache nach Gebäudebränden forderten das Kurfürstentum Trier und weitere Kurfürstentümer des Heiligen Römischen Reiches bereits im 18. Jahrhundert durch Erlass entsprechender Anordnungen. Der Schadensbericht war an die „churfürstliche Landesregierung ohne allen Verzug“ zu erstatten.

## Andere Staaten

### Österreich
Das österreichische Recht geht von einem weiten Schadensbegriff aus. Gemäß § 1293 ABGB ist ein Schade (sic) „jeder Nachtheil, welcher jemanden an Vermögen, Rechten oder seiner Person zugefüget worden ist“. Besondere Haftungstatbestände (in Österreich: Amtshaftungsgesetz, Organhaftpflichtgesetz, Dienstnehmerhaftpflichtgesetz etc.) sowie Gefährdungshaftungen können dieses System modifizieren.

### Schweiz
Auch in der Schweiz besteht ein Sachschaden in der Vermögenseinbuße, die aus der Beschädigung, Zerstörung oder dem Verlust einer Sache resultiert. Dabei wird das zum Schaden führende, nicht vorauszusehende Ereignis als „Unbill“ bezeichnet. Umstritten ist, ob Nutzungsstörungen bzw. Funktionsbeeinträchtigungen ein Sachschaden sind. Die Verletzung oder Tötung eines Tieres ist ebenfalls ein Sachschaden. Der entgangene Gewinn etwa durch Produktionsausfall („Chômage“) bei Verletzung eines Stromkabels ist ein mittelbarer Sachschaden.